# Kirche von Södra Fågelås

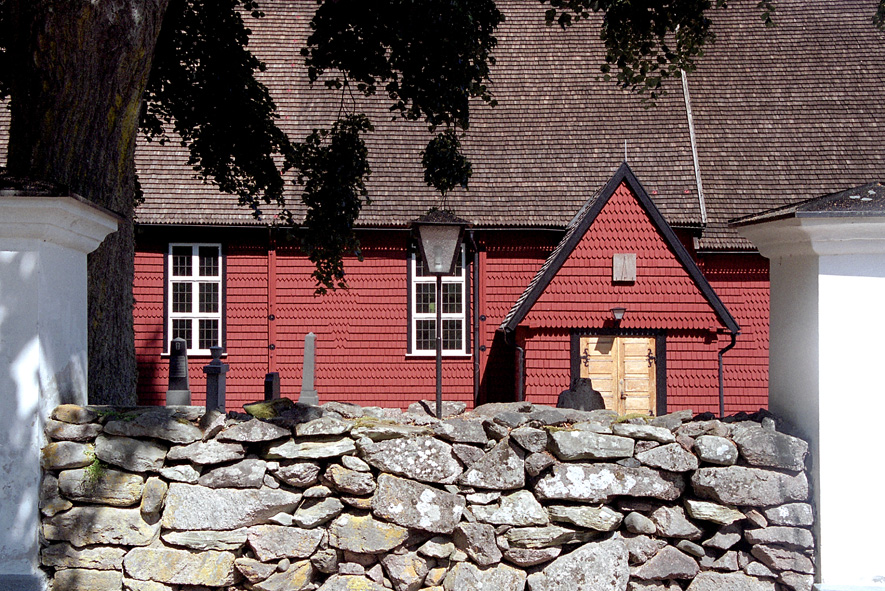
Kirche von Södra Fågelås

Die Kirche von Södra Fågelås liegt in der schwedischen Gemeinde Hjo etwa 18 Kilometer südlich der Stadt Hjo am Westufer des Vättersees.
Die mit Schindeln verkleidete Holzkirche wurde in der ersten Hälfte des 17. Jahrhunderts gebaut. Das Kircheninnere hat in hohem Maße ihr Aussehen aus dem 17. Jahrhundert bewahrt. Die Deckenmalereien im Chor, der Altar, der Predigtstuhl und der Taufstein sind aus dem 17. Jahrhundert. 1942 schenkte der Maler Simon Gate, der im Kirchspiel geboren war, der Kirche ein Altarbild.
Der freistehende Glockenturm wurde 1887 gebaut.